# Epifyt

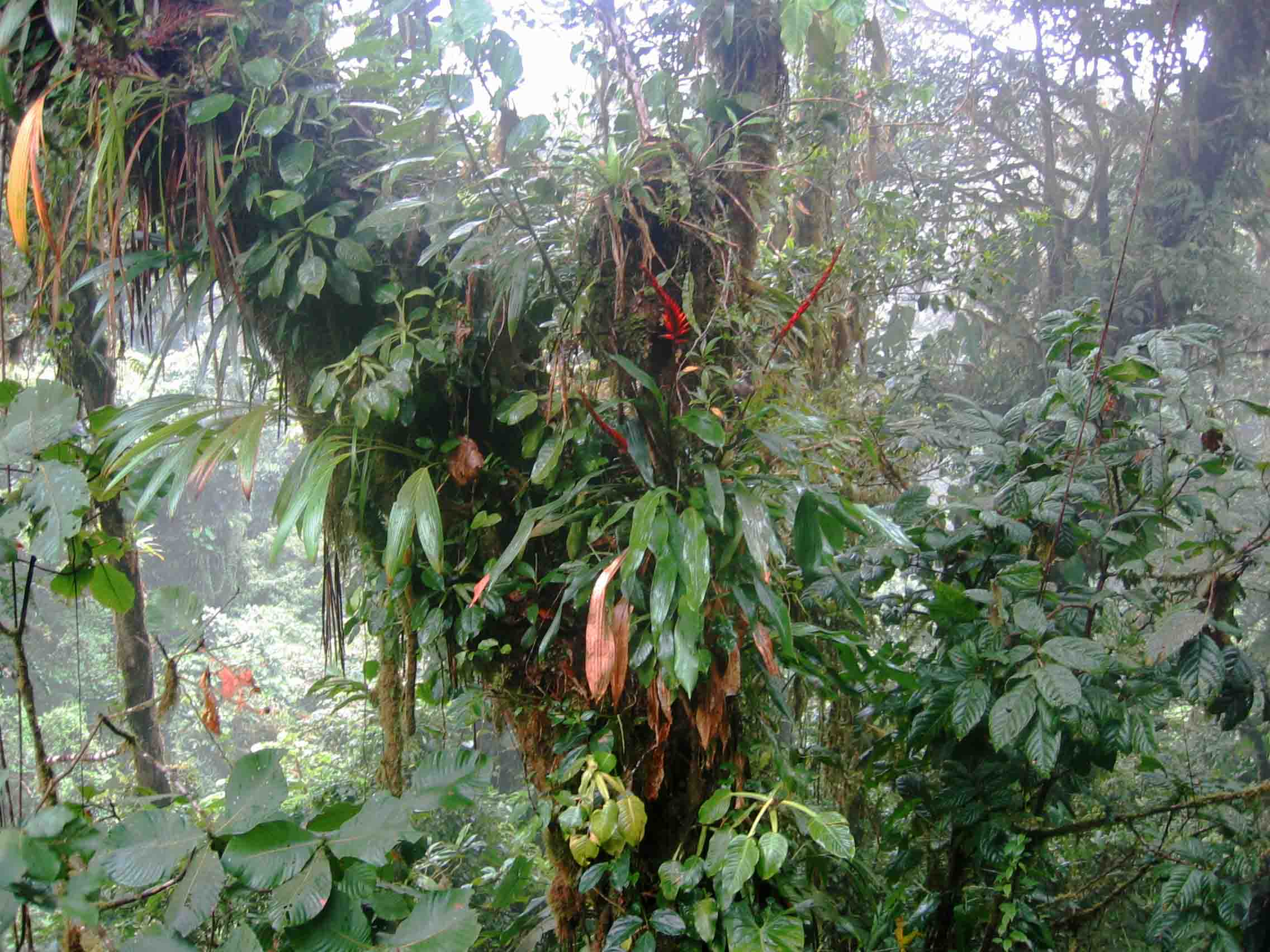
Boom met epifyten

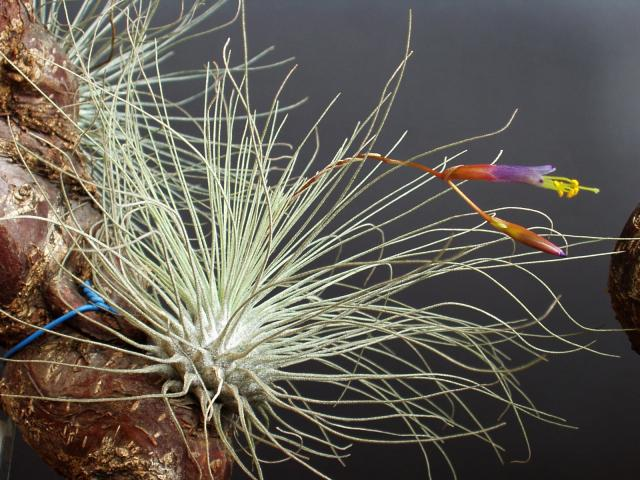
Bloeiende Tillandsia fuchsii

Epifyten zijn organismen die op levende planten groeien zonder hieraan voedingsstoffen te onttrekken (in tegenstelling tot parasieten). Ook planten die op boomschors (corticool) en die op bladeren (epifyl) groeien, worden tot de epifyten gerekend. De plant waarop de epifyten groeien wordt de "forofyt" (draag-plant) genoemd.
De term "epifyt" komt uit het Grieks, van epi- (op) en phyton (plant).
| - epifytisch, levend op of in planten - corticool of epicortisch, op schors van levende bomen - lignicool of epixyl, groeiend op dood hout (vermolmd of droog) (op schors: → corticool) - endofloisch of endofloeodisch, in de schors van bomen groeiend, meestal tussen de kurklagen groeiend - endoxyl, in dood hout groeiend - foliicool, op bladeren groeiend - epifyl, op de bovenzijde van bladeren groeiend - hypofyl, aan de onderzijde van bladeren groeiend - fungicool of epimycotisch, op paddenstoelen, schimmels - epibry, op mossen groeiend - lichenicool of epilichenisch, op korstmossen |

## Soorten
De bekendste epifyten zijn bepaalde soorten mossen, korstmossen, orchideeën, bromelia's (en dan met name Tillandsia's en Vriesea's) en ook algen, die als groene of roodachtige (Trentepohlia) aanslag op boomstammen zijn te zien.
De meeste soorten epifyten komen voor in het tropisch regenwoud, maar epifytische mossen en korstmossen zijn in vrijwel elke omgeving waar bomen groeien te vinden.

## Voeding/nutriënten
Net zoals elke plant hebben epifytische planten nutriënten nodig naast water en CO2 om te kunnen groeien. In tegenstelling tot de meeste andere planten hebben ze echter geen wortels die in de grond reiken, ze kunnen daar dus geen voedingsstoffen vergaren. Verschillende epifyten lossen dit elk op hun eigen manier op. Mossen zijn vooral afhankelijk van stof en in het regenwater opgeloste nutriënten.
Vogelnestepifyten (epifyten met een bouw in de vorm van een nest) hebben een structuur die bladafval opvangt. Deze planten halen hun nutriënten uit verterende bladeren. Daarbij komt dat de verterende massa een aantrekkelijke plaats wordt voor insecten die op hun beurt mest en dode dieren achterlaten. Sommige van deze nesten bevatten hele kolonies mieren die voedsel naar de plant slepen. Andere planten, zoals sommige bromelia's, hebben een reservoir. Hierin kunnen verschillende dieren leven (zoals kikkers) die de plant bemesten. Ook zijn er planten met holle structuren waarin mieren leven die de plant van nutriënten voorzien. Zo'n plant heeft zowel gladde als ruwe kamers. De gladde kamers zijn geschikt voor de verzorging van de mierenlarven. De ruwe worden gebruikt als dumpplek voor afval, hier neemt de plant haar voedingsstoffen op.
Andere epifyten, zoals sommige bekerplantsoorten, zijn carnivoor; ze krijgen hun voedingsstoffen middels het vangen van insecten.

## Marine epifyten
Marine organismen die als epifyt leven, zijn niet altijd plantaardig. Onder andere mosselen en sponzen kunnen epifyten zijn.